# Mark Turner Meets Gary Foster
Mark Turner Meets Gary Foster ist ein Jazzalbum von Mark Turner und Gary Foster. Die 2003 live in Claremont, Kalifornien, entstandenen Aufnahmen erschienen am 17. Mai 2019 auf Capri Records.

## Hintergrund
Gary Foster, ein Holzbläser, der seit Jahrzehnten ein Studio- und Film-Soundtrack-Standbein in Los Angeles hatte, war ein enger Mitarbeiter von Warne Marsh und ist auf Marshs klassischem Quartett-Album Ne Plus Ultra von 1969 zu hören. Laut den Liner Notes stammt „diese Musik und dieser Vibe […] aus der Welt von Lee Konitz und Warne Marsh, wobei Lennie Tristano zustimmend nickt.“ Das Album enthält eine Live-Quartett-Aufnahme von einem Konzert, das 2003 im Mary Pickford Auditorium des Claremont McKenna College, etwa 30 Meilen östlich von Los Angeles, veranstaltet wurde. Laut Erklärung des Chefs von Capril Records, wurde die Aufnahme nicht gemacht, um veröffentlicht zu werden. Mark Masters veranstaltete mehrere Konzerte im Jahr und zeichnete diese ausschließlich für Archivzwecke auf. Gary Foster und Mark Foster sind sehr enge Freunde und treffen sich regelmäßig. Gary Foster erinnerte sich später an das Konzert und fragte, ob die Aufnahme gut ankam. Mark Turner kam schließlich darauf zurück, Masters und Foster berieten sich mit Mark Turner über die Veröffentlichung und er stimmte dem zu.

## Titelliste

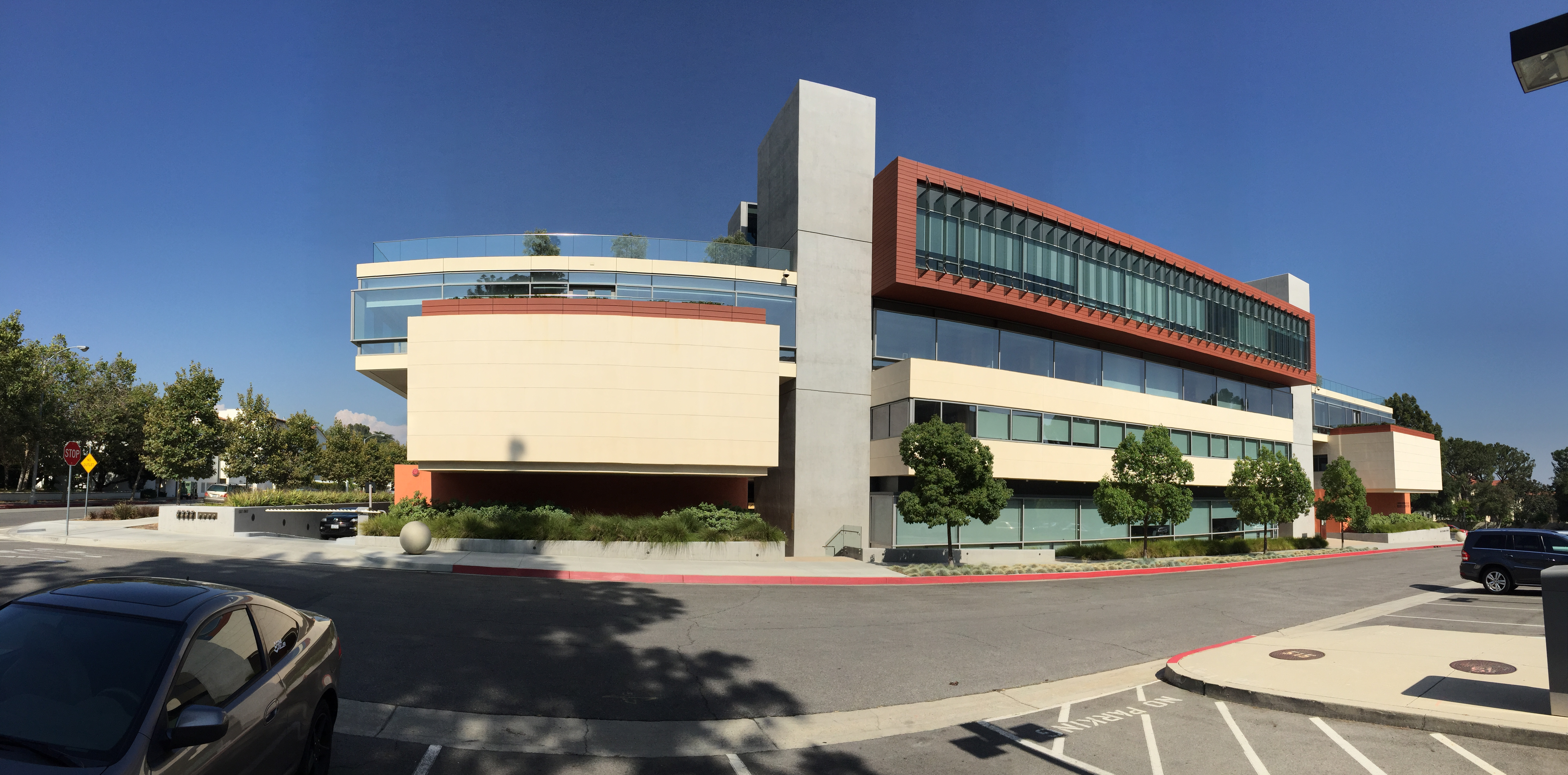
Das Claremont McKenna College, an dem sie Aufnahmen entstanden sind

- Mark Turner & Gary Foster: Mark Turner Meets Gary Foster (Capri Records 74156-2)[2]

CD 1
1. Background Music (Warne Marsh)
2. Teef (Sonny Red Kyner)
3. Lennie’s Pennies (Tristano)
4. Come Rain or Come Shine (Harold Arlen, Johnny Mercer)

CD 2
1. 317 East 32nd Street (Tristano)
2. What’s New? (Bob Haggart, Johnny Burke)
3. Subconscious-Lee (lee Konitz)

## Rezeption
Zwar kamen Foster und Turner knapp drei Jahrzehnte auseinander zur Welt, schrieb Sebastian Scotney (London Jazz News), aber ihr gemeinsames Verständnis des Idioms von Lennie Tristano/Warne Marsh und deren Methoden sei umfassend. Ihre Zwiegespräche und Interaktionen seien fließend, direkt von Anfang an, in ihrem flotten Duo im Eröffnungsstück „Background Music“ von Warne Marsh. Insgesamt sei dies ein bemerkenswertes Album. Hier spielten zwei sehr großartige Saxophonisten, die zusammen mit einem Schlagzeuger und einem Bassisten ein einzigartiges Dokument eines bemerkenswerten Live-Konzerts geschaffen hätten.

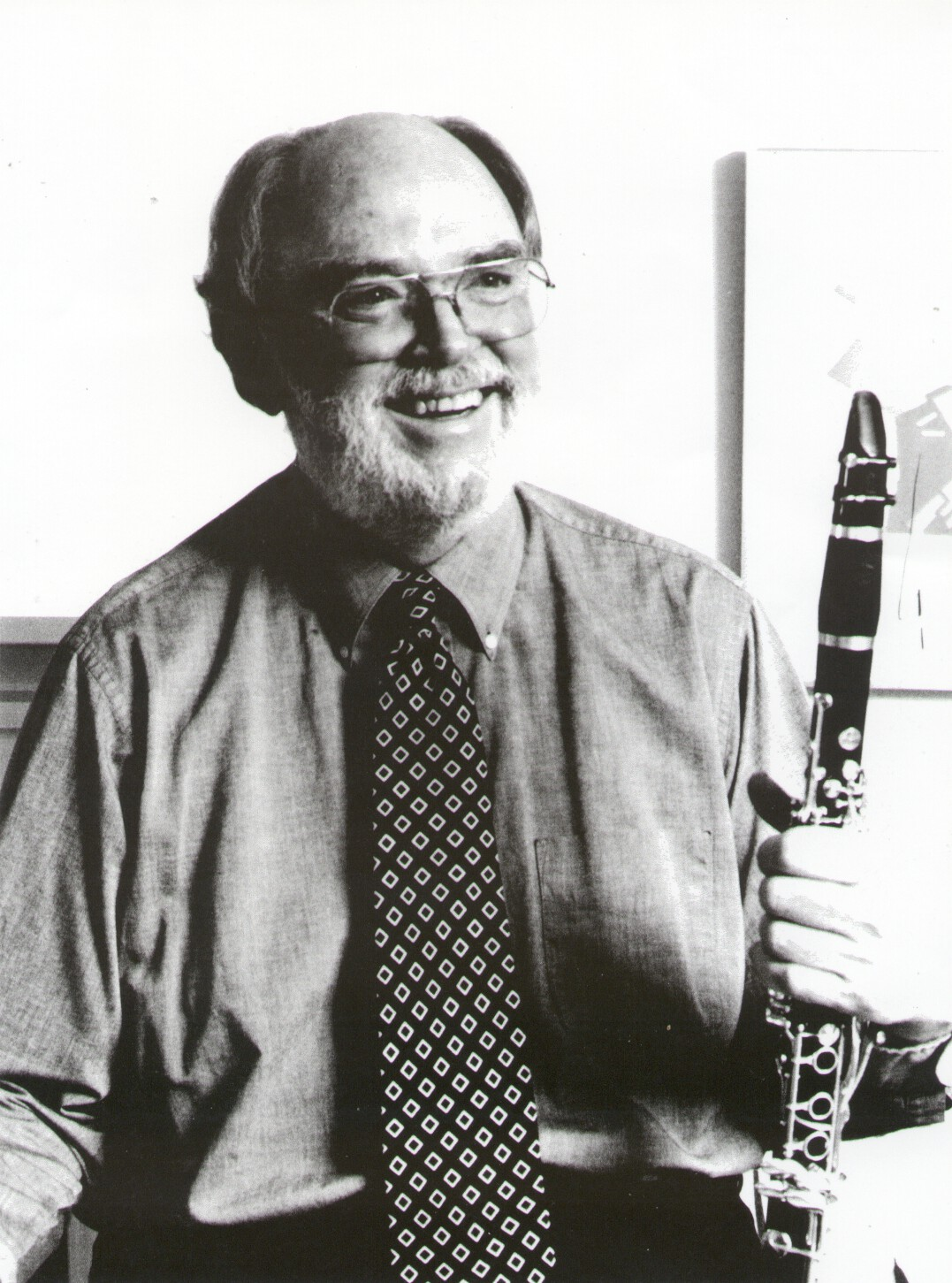
Gary Foster (2011)

Nach Meinung von Lynn René Bayley (Art Music Lounge) ist der herausragendste Titel in diesem Album eindeutig „Come Rain oder Come Shine“, in dem Turners A-cappella-Eröffnungssolo die berühmte Melodie von Harold Arlen komplett neu schreibe und die Bühne für das bereite, was als Nächstes komme. Die Liner Notes würden es mit etwas von Aaron Copland vergleichen, dem sei zuzustimmen, obgleich Copland seine Musik nie improvisiert habe. Nichtsdestotrotz ist dieser Titel ein kostbares Juwel; Putters Basssolo sei zwar nicht gut aufgenommen, aber seine Ideen seien ausgezeichnet, die in Fosters folgendes Altsolo einfließen, in dem er einige Ganztonskalen verwende. Alles in allem sei dies in jeder Hinsicht fabelhafter Jazz. Ab Lee Konitz’ „Subconscious-Lee“ komme die Band in einen tieferen Zustand der musikalischen Meditation als in den drei Stücken der ersten CD.
Thomas Conrad schrieb in JazzTimes, es sei zwar unklar, wie das Treffen der beiden Musikern zustande gekommen wäre – es war das einzige Mal, dass Turner und Foster jemals zusammen spielten – oder warum es 16 Jahre gedauert habe, bis der Mitschnitt veröffentlicht wurde; wichtiger jedoch sei, dass diese Musiker mit unterschiedlicher Stilistik aus verschiedenen Generationen zusammentrafen. Dies taten sie auf einer gemeinsamen Basis: Die geheimnisvolle melodisch-harmonische Umgebung, die mit Lennie Tristano, Warne Marsh und Lee Konitz in Verbindung gebracht wird, werde oft ungenau als „cool“ kategorisiert.